# Распределение активов
Распределение активов — это реализация инвестиционной стратегии, в рамках которой делается попытка сбалансировать риск и прибыль, регулируя процентную долю каждого актива в инвестиционном портфеле в соответствии с устойчивостью инвестора к риску, целями и сроками инвестиций. Основное внимание уделяется характеристикам портфеля в целом. Подобная стратегия в корне отличается от подходов, делающих акцент на отдельных активах.

## Описание
Многие финансовые эксперты утверждают, что распределение активов является важным фактором, определяющим доходность инвестиционного портфеля. Стратегия распределения активов основана на том, что разные активы по-разному ведут себя в различных рыночных и экономических условиях.
Фундаментальным обоснованием стратегии распределения активов является понимание того, что доходности разных классов активов не полностью коррелируют между собой, а следовательно, диверсификация снижает общий риск (понимаемый как вариативность доходности) для заданного уровня ожидаемой доходности. Диверсификацию активов иногда описывают как «единственный бесплатный обед, который вы найдёте в инвестиционной игре». В академических исследованиях подробно объясняется важность и преимущества распределения активов и проблемы активного управления (см. раздел об академических исследованиях ниже).
Хотя риск снижается до тех пор, пока корреляции не идеальны, он обычно оценивается (полностью или частично) на основе статистических соотношений (например, корреляции и дисперсии), которые наблюдались в течение некоторого прошлого периода. Ожидаемая доходность часто определяется схожим образом. Изучение этих методов прогнозирования — важное направление в академических исследованиях.
Когда такие ретроспективные подходы используются для прогнозирования будущей доходности или рисков с использованием традиционного для современной портфельной теории подхода к распределению активов на основе оптимизации среднего отклонения, стратегия фактически прогнозирует будущие риски и доходность на основе исторических данных. Поскольку нет гарантии, что ранее наблюдавшиеся тенденции сохранятся и в будущем, применение этих подходов — одно из «слабых звеньев» в традиционных стратегиях распределения активов, основанных на современной портфельной теории. К другим, менее заметным проблемам относятся кажущиеся незначительными ошибки в прогнозировании, из-за которых рекомендуемые распределения могут сильно отклоняться от инвестиционных деклараций, или быть попросту непрактичными, несоответствующими общему пониманию инвестиционным менеджером разумной стратегии распределения портфеля.

## Классы активов
Класс активов — это группа экономических ресурсов, обладающих схожими характеристиками, такими как риск и доходность. Существует много типов активов, которые могут использоваться или не использоваться в стратегии распределения активов.

### Традиционные активы
К «традиционным» классам активов относятся акции, облигации и деньги (денежные эквиваленты):
- акции: стоимостные, дивидендные, роста, секторальные (или их комбинации); с высокой или средней капитализацией, с малой или микрокапитализацией; домашнего региона или иностранные (развитых рынков), развивающихся или формирующихся рынков;
- облигации (ценные бумаги с фиксированным доходом): инвестиционного класса или мусорные (высокодоходные); правительственные или корпоративные; краткосрочные, среднесрочные или долгосрочные; домашнего региона, иностранные или развивающихся рынков;
- деньги и эквиваленты (например, депозитные счета или фонды денежного рынка).

Портфель из этих трёх классов активов можно считать хорошей отправной точкой. Обычно в портфель включаются и гибридные инструменты, такие как конвертируемые облигации и привилегированные акции, которые можно считать смесью облигаций и акций.

### Альтернативные активы
К альтернативным активам, достойным включения в портфель, можно отнести:
- товары: драгоценные металлы, цветные металлы, сельскохозяйственная продукция, энергия и прочее;
- коммерческую и жилую недвижимость (и фонды недвижимости);
- предметы коллекционирования: произведения искусства, монеты и марки;
- страховые продукты (ежегодные пособия, полисы страхования жизни на вторичном рынке, событийные облигации, личные страховые продукты и так далее);
- производные ценные бумаги: опционы, долги, обеспеченные займами, срочные контракты;
- иностранные валюты;
- венчурный капитал;
- прямые инвестиции;
- проблемные ценные бумаги;
- инфраструктуру;
- хедж-фонды.

## Стратегия распределения
Существует несколько типов стратегий распределения активов, учитывающих инвестиционные цели, терпимость к риску, сроки и диверсификацию. Наиболее распространёнными формами распределения активов являются: стратегическое, динамическое, тактическое и распределение «ядро — спутник».

### Стратегическое распределение активов
Основная цель стратегического распределения — создать набор активов, чтобы обеспечить оптимальный баланс между ожидаемым риском и доходностью для долгосрочного инвестиционного горизонта. Вообще говоря, стратегическое распределение активов производится вне зависимости от текущей экономической ситуации, то есть распределение активов сохраняется, даже когда рыночные или экономические условия изменяются.

### Динамическое распределение активов
Динамическое распределение активов во многом схоже со стратегическим: портфель собирается на основе определённого соотношения активов, обеспечивающего оптимальный баланс между ожидаемым риском и доходностью в долгосрочной перспективе. Как и при стратегическом распределении активов, при динамическом распределении в основном используются те же классы активов, однако, в отличие от стратегического распределения, соотношения активов в динамическом портфеле могут меняться по мере изменения экономических условий.

### Тактическое распределение активов
Тактическое распределение активов — это стратегия, в которой инвестор использует более активный подход и пытается разместить портфель в активах, секторах или отдельных акциях, обладающих наибольшим потенциалом в части ожидаемой прибыли. Начальный набор активов формируется так же, как и для стратегического или динамического портфеля, но тактические стратегии часто подразумевают более активную торговлю, при этом инвесторы могут полностью входить и выходить из основных классов активов.

### Распределение активов «ядро — спутник»
В стратегиях распределения «ядро — спутник» главную часть портфеля составляет стратегическое «ядро», а меньшая часть («спутник») наполняется в соответствии с динамическим или тактическим распределением активов. Таким образом, распределение «ядро — спутник» представляют собой гибрид стратегического, динамического и тактического распределения, описанных выше.

## Академические исследования
В 1986 году Гэри П. Бринсон, Л. Рэндольф Худ и Гилберт Л. Бибауэр (БХБ) из компании SEI опубликовали исследование распределения активов 91 крупного пенсионного фонда с 1974 по 1983 год. Они заменили закупаемые пенсионными фондами акции, облигации и деньги (денежные эквиваленты) на соответствующие рыночные индексы. Квартальная доходность индексных портфелей оказалась выше квартальной доходности фактических портфелей пенсионных фондов. Линейная корреляция между двумя наборами данных по доходности за квартал составила 96,7 % с общей дисперсией 93,6 %. В последующем исследовании 1991 года, проведённом Бринсоном, Сингером и Бибауэером, полученная дисперсия составила 91,5 %. Авторы исследования делают вывод, что замена активного выбора простыми классами активов даёт такой же, если не лучший, результат, как и профессиональное управление пенсионных фондов. Также оказалось, что для финансового планирования достаточно небольшого количества классов активов. Финансовые консультанты часто ссылались на это исследование, как на доказательство того, что распределение активов более важно, чем все другие факторы, которые в исследовании БХБ были объединены в понятие market timing (попытка определить наиболее удачный момент для входа на рынок). Одна из проблем исследования Бринсона заключалась в том, что фактору затрат для двух наборов данных по доходности было уделено мало внимания. Однако, отвечая на письмо редактору, Худ отметил, что в наборах данных не учитывались расходы на управление.
В 1997 году Уильям Янке инициировал дискуссию на эту тему, подвергнув исследование БХБ критике в статье The Asset Allocation Hoax. Дискуссия Янке была опубликована в Journal of Financial Planning как авторское мнение, а не как рецензируемая статья. Основная критика Янке, по-прежнему не опровергнутая, заключалась в том, что использование квартальных данных в исследовании БХБ снижает влияние нарастания небольших отклонений портфеля от эталона с течением времени. Совокупная доходность за 20 лет будет существенно отличаться при поквартальных отклонениях в 2 и 2,15 %. При этом разница по-прежнему составляет 15 базисных пунктов (сотых процента) за квартал; при этом на практике её может и не быть.
В 2000 году Ибботсон и Каплан использовали пять классов активов в своём исследовании Does Asset Allocation Policy Explain 40, 90, or 100 Percent of Performance? В работе применялись следующие классы активов: акции компаний США с большой капитализацией, акции компаний США с малой капитализацией, акции не американских компаний, облигации США и деньги (денежные эквиваленты). Ибботсон и Каплан сравнили 10-летнюю доходность 94 сбалансированных паевых инвестиционных фондов США с доходностью соответствующих индексов. На этот раз, после корректировки на стоимость владения индексными фондами, фактическая доходность снова не смогла превзойти доходность индексов. Линейная корреляция между набором данных по доходности индекса по месяцам и по фактической доходности по месяцам составила 90,2 % с общей дисперсией 81,4 %. Ибботсон пришёл к выводам, что, во-первых, распределение активов определяет 40 % разброса доходности между фондами и что, во-вторых, оно определяет практически 100 % доходности фонда. Гэри Бринсон в целом согласился с выводами Ибботсона — Каплана.
Если рассматривать оба исследования, было бы неверно утверждать, что «распределение активов объясняет 93,6 % дохода от инвестиций». Даже утверждение «распределение активов объясняет 93,6 % ежеквартального отклонения результатов» не совсем точно, поскольку общая дисперсия может быть связана с операционной структурой пенсионных фондов. Однако Худ не согласен с такой интерпретацией, так как в пенсионных планах нельзя распределять риски и они представляют собой единые организации, поэтому в данном случае нельзя говорить об общей дисперсии. Статистику можно эффективно использовать, чтобы показать сходство наборов доходности индекса и наборов фактической доходности.
В статье 2000 года Меира Статмана было показано, что с использованием тех же параметров, которые определяли 93,6 % дисперсии в исследовании БХБ, гипотетический финансовый консультант с идеальным предвидением при использовании тактического распределения активов обеспечил бы ежегодную доходность на 8,1 % выше, однако стратегическое распределение активов всё же определяло 89,4 % дисперсии. Таким образом, определение дисперсии не определяет доходность. Статман утверждает, что стратегическое распределение активов — это движение вдоль границы эффективности, тогда как тактическое распределение активов — движение самой границы эффективности. Более простое объяснение, предложенное в исследовании Бринсона, Худа и Бибауэра, состоит в том, что распределение активов объясняет более 90 % волатильности доходности всего портфеля, но не объясняет окончательные результаты вашего портфеля в течение длительных периодов времени. Худ отмечает в своём обзоре работ за 20 лет, что объяснение результатов по времени возможно и с помощью подхода БХБ, но авторы оригинальной статьи не ставили перед собой такой задачи.
Беккерс, Дусвейк и Лам (2009) исследуют преимущества диверсификации для портфеля; они одновременно выделяют десять различных категорий инвестиций в рамках анализа среднего отклонения, а также в рамках подхода рыночного портфеля. Результаты исследования показали, что добавление недвижимости, товаров и высокодоходных облигаций в традиционное сочетание активов, состоящее из акций, облигаций и денег (денежных эквивалентов) оказывает наибольшее положительное влияние. Исследования с таким широким охватом классов активов ранее не проводились ни для определения ожиданий от рынка капитала и выполнения анализа среднего отклонения, ни для оценки портфеля глобального рынка.
Дусвейк, Лам и Свинкелс (2014) считают, что портфель среднего инвестора содержит важную информацию для стратегического распределения активов. Этот портфель показывает относительную стоимость всех активов для участников рынка, что можно рассматривать как эталон или оптимальный портфель для среднего инвестора. Авторы определяют рыночную стоимость акций, прямых инвестиций, недвижимости, высокодоходных облигаций, облигаций развивающихся стран, негосударственных облигаций, государственных облигаций, облигаций с привязкой к инфляции, товаров и хедж-фондов. Для этих активов они оценивают глобальный рыночный инвестиционный портфель за период с 1990 по 2012 год. Для основных категорий активов (акций, недвижимости, негосударственных и государственных облигаций) они рассматривают расширенный период с 1959 до 2012 год.
Дусвейк, Лам и Свинкелс (2019) показали, что совокупная реальная доходность портфеля глобального рынка с 1960 по 2017 год составляет 4,45 % в год со стандартным отклонением в 11,2 %. В период высокой инфляции с 1960 по 1979 год совокупная реальная доходность портфеля глобального рынка составляет 3,24 % в год, а в период дезинфляции с 1980 по 2017 год — 6,01 % в год. Средняя доходность во время рецессий составляла −1,96 % в год по сравнению с 7,72 % в год во время растущих рынков. «Наградой» среднего инвестора за период с 1960 по 2017 год можно считать совокупную доходность на 3,39 % выше безрисковой ставки.

### Показатели эффективности
В статье Макгигана приводится анализ фондов, находившихся в верхнем квартиле по результатам с 1983 по 1993 год. В течение второго периода измерений с 1993 по 2003 год в верхнем квартиле оставались лишь 28,57 % фондов. Ещё 33,33 % фондов опустились во второй квартиль. Остальные фонды опустились в третий или четвёртый квартиль.
Фактически же, более надёжным показателем может быть низкая стоимость владения. Богл отмечал, что анализ пятилетних данных по результативности смешанных фондов компаний с большой капитализацией (англ. large-cap blend funds) продемонстрировал следующее: фонды из квартиля с самой низкой стоимостью владения показали лучшие результаты, а фонды из квартиля с самой высокой стоимостью — худшие.

## Связь доходности и риска
При планировании распределения активов крайне важно выбрать соотношение акций и облигаций в портфеле. Инвестор, просто приобретающий акции без оглядки на возможное наступление «медвежьего» периода, может позднее распродать их во время общей паники. Настоящую устойчивость к риску бывает трудно оценить, пока вложивший деньги инвестор не столкнётся с настоящим медвежьим рынком. Ключ к успеху — нахождение баланса.
| Совокупная доходность с поправкой на инфляцию на медвежьем рынке 2000—2002 годов | Совокупная доходность с поправкой на инфляцию на медвежьем рынке 2000—2002 годов |
| -------------------------------------------------------------------------------- | -------------------------------------------------------------------------------- |
| 80 % акций и 20 % облигаций                                                      | −34,35 %                                                                         |
| 70 % акций и 30 % облигаций                                                      | −25,81 %                                                                         |
| 60 % акций и 40 % облигаций                                                      | −19,99 %                                                                         |
| 50 % акций и 50 % облигаций                                                      | −13,87 %                                                                         |
| 40 % акций и 60 % облигаций                                                      | −7,46 %                                                                          |
| 30 % акций и 70 % облигаций                                                      | −0,74 %                                                                          |
| 20 % акций и 80 % облигаций                                                      | +6,29 %                                                                          |

| Прогнозируемая совокупная доходность за 10 лет с поправкой на инфляцию (доходность акций — 8 % в год, доходность облигаций — 4,5 % в год, инфляция — 3 % в год) | Прогнозируемая совокупная доходность за 10 лет с поправкой на инфляцию (доходность акций — 8 % в год, доходность облигаций — 4,5 % в год, инфляция — 3 % в год) |
| --- | --- |
| 80 % акций и 20 % облигаций | 52 % |
| 70 % акций и 30 % облигаций | 47 % |
| 60 % акций и 40 % облигаций | 42 % |
| 50 % акций и 50 % облигаций | 38 % |
| 40 % акций и 60 % облигаций | 33 % |
| 30 % акций и 70 % облигаций | 29 % |
| 20 % акций и 80 % облигаций | 24 % |

Вышеприведённые таблицы позволяют понять важность распределения активов. От него зависят будущие доходы инвестора, а также стресс во время медвежьего рынка, с которым необходимо справиться, чтобы получить прибыль.

## Проблемы, связанные с распределением активов
Подходы, основанные на распределении активов, могут не работать по целому ряду причин.
- Поведение инвесторов не рационально по своей природе. Даже если инвестор решит придерживаться стратегии распределения активов, её практическая реализация может оказаться затруднительной.
- Инвестор может определиться с распределением активов, но после периода высокой доходности решить, что хочет большего риска.
- Инвестор может определиться с распределением активов, но после периода низкой доходности решить, что хочет меньшего риска.
- Устойчивость инвестора к риску невозможно узнать заранее.
- Выбор ценных бумаг в рамках класса активов может приводить к отклонению от риск-профиля класса.
- Долгосрочное поведение классов активов не гарантирует результатов в краткосрочной перспективе.

## Комментарии
1. ↑  За доходность акций принимается доходность индексного фонда Wilshire 5000; доходность облигаций соответствует доходности фонда Barclays Capital Aggregate Bond Index; инфляция по данным Министерства финансов США.
2. ↑  Входные параметры приводятся только для наглядности, фактические доходности будут различаться.